# Paul Gehlhaar
Paul Gehlhaar (Koningsbergen, 27 augustus 1905 – Berlin-Zehlendorf (West-Berlijn), 2 juli 1968) was een Duits voetballer.

## Biografie
Gehlhaar begon zijn carrière bij VfB Königsberg, de grootste voetbalclub van de stad en werd er zes keer op rij stadskampioen mee. De club won ook vier keer de Oost-Pruisische titel en vijf keer de Baltische titel, enkel in 1927 moest de club de titel aan Stettiner FC Titania laten. Door deze successen nam hij met zijn team ook vijf keer deel aan de nationale eindronde, echter botste de club hier op sterkere teams en werd telkens in de eerste wedstrijd uitgeschakeld. In 1928 maakte hij de overstap naar Hertha BSC, op dat moment een van de sterkste teams van het Duitse rijk en al drie jaar op rij vicekampioen was. Ook met Gehlhaar slaagde de club er in 1929 niet in de titel te behalen, de club verloor de finale van SpVgg Fürth. In 1930 en 1931 won Hertha wel de finale tegen respectievelijk Holstein Kiel en SV 1860 München. In 1935 verliet hij de club voor het kleinere SV Lorenz Berlin, waar hij zijn carrière beëindigde. Dat seizoen was de club wel nog kampioen van de Gauliga Berlin-Brandenburg geworden. In 1938 bereikte hij met de club nog de promotie-eindronde naar de Gauliga, maar kon deze niet afdwingen. Hierna stopte hij.
Gehlhaar werd twee keer opgeroepen voor het nationale elftal. Bij zijn debuut op 30 september 1928 verloor hij met de Mannschaft met 2-0 van Zweden. Een tweede selectie kwam er pas op 24 mei 1931, toen Duitsland een pak rammel kreeg van Oostenrijk, het werd 6-0 waardoor zijn carrière bij het nationale team er ook op zat.